# Долноселци
Долноселци е село в Южна България. То се намира в община Ивайловград, област Хасково.

## География
Село Долноселци се намира в планински район.

## История
Намира се на 3 км от Горноселци в северна посока. В далечното минало селото е било изцяло турско и е известно под името Долно Юбрюерен.
През събитията от 1913 г., село Горноселци е запалено и изгорено, а от над 160 къщи остават само 26. Част от оцелелите се заселват в Долноселци.
В селото живеят двама постоянни жители.

## Културни и природни забележителности
Крепост Калето – намира се на 1.55 км северно по права линия от центъра на село Долноселци. Изградена е на върха на високо възвишение заобиколено от югозапад, запад и север от река Маришница, а от изток от река Арда (язовир Ивайловград). Върхът е достъпен само от югоизток, като от тази посока крепостта допълнително е защитена от почти отвесна стена от скали. Има форма на неправилен трапец, като е дълга около 100 м и широка около 60 м.
Тя е една от четиринадесетте крепости в Родопите и Югозападна Тракия на севастократор Момчил.